# Ghetto Fabolous
Albums de Fabolous
Street Dreams
(2003)
Singles
1. Can't Deny It
Sortie : 19 juin 2001
2. Young'n
Sortie : 20 novembre 2001

Ghetto Fabolous est le premier album studio de Fabolous, sorti le 11 septembre 2001.
L'album s'est classé 2e au Top R&B/Hip-Hop Albums et 4e au Billboard 200 et a été certifié disque de platine par la Recording Industry Association of America (RIAA) le 6 février 2003.

## Liste des titres
| No  | Titre                                                              | Contient un (des) sample(s) de                                                                                        | Durée |
| --- | ------------------------------------------------------------------ | --- | ----- |
| 1.  | Click & Spark (Produit par DJ Clue et DURO)                        | | 2:04  |
| 2.  | Keepin' It Gangsta (Produit par DJ Clue et DURO)                   | | 4:07  |
| 3.  | Young'n (Holla Back) (Produit par The Neptunes)                    | | 3:26  |
| 4.  | Get Right (Produit par Rockwilder)                                 | Player's Anthem de Junior M.A.F.I.A. featuring The Notorious B.I.G.                                                   | 4:35  |
| 5.  | Ride for This (featuring Ja Rule – Produit par DJ Clue et DURO)    | | 3:18  |
| 6.  | One Day (Produit par Omen)                                         | | 4:38  |
| 7.  | Trade It All (featuring Jagged Edge – Produit par DJ Clue et DURO) | | 3:44  |
| 8.  | Right Now & Later On (Produit par Timbaland)                       | Just Kissed My Baby des Meters Jungle Man des Meters People Say des Meters La Di Da Di de Doug E. Fresh et Slick Rick | 4:00  |
| 9.  | Take You Home (featuring Lil' Mo – Produit par DJ Clue et DURO)    | I Wonder if I Take You Home de Lisa Lisa & Cult Jam et Full Force                                                     | 3:58  |
| 10. | Get Smart (Produit par Rush Da Spyda)                              | | 3:45  |
| 11. | Can't Deny It (featuring Nate Dogg – Produit par Rick Rock)        | | 5:06  |
| 12. | Ma' Be Easy (Produit par Just Blaze)                               | | 3:45  |
| 13. | We Don't Give a Fuck (Produit par Armando Colon)                   | | 3:17  |
| 14. | Bad Guy (featuring Pain in da Ass – Produit par DJ Envy et Mono)   | | 2:59  |
| 15. | Gotta Be Thug (Morceau caché)                                      | | 3:58  |
| 16. | If They Want It (Morceau caché)                                    | | 4:39  |